# Montréal–Saint-Georges
Montréal numéro 5 puis Montréal—Saint-Georges est un ancien district électoral provincial du Québec.  Le district Montréal numéro 5 (aussi connu comme la division Saint-Antoine) a existé entre 1890 et 1912.  Le district de Montréal—Saint-Georges a existé de 1912 à 1939.

## Historique

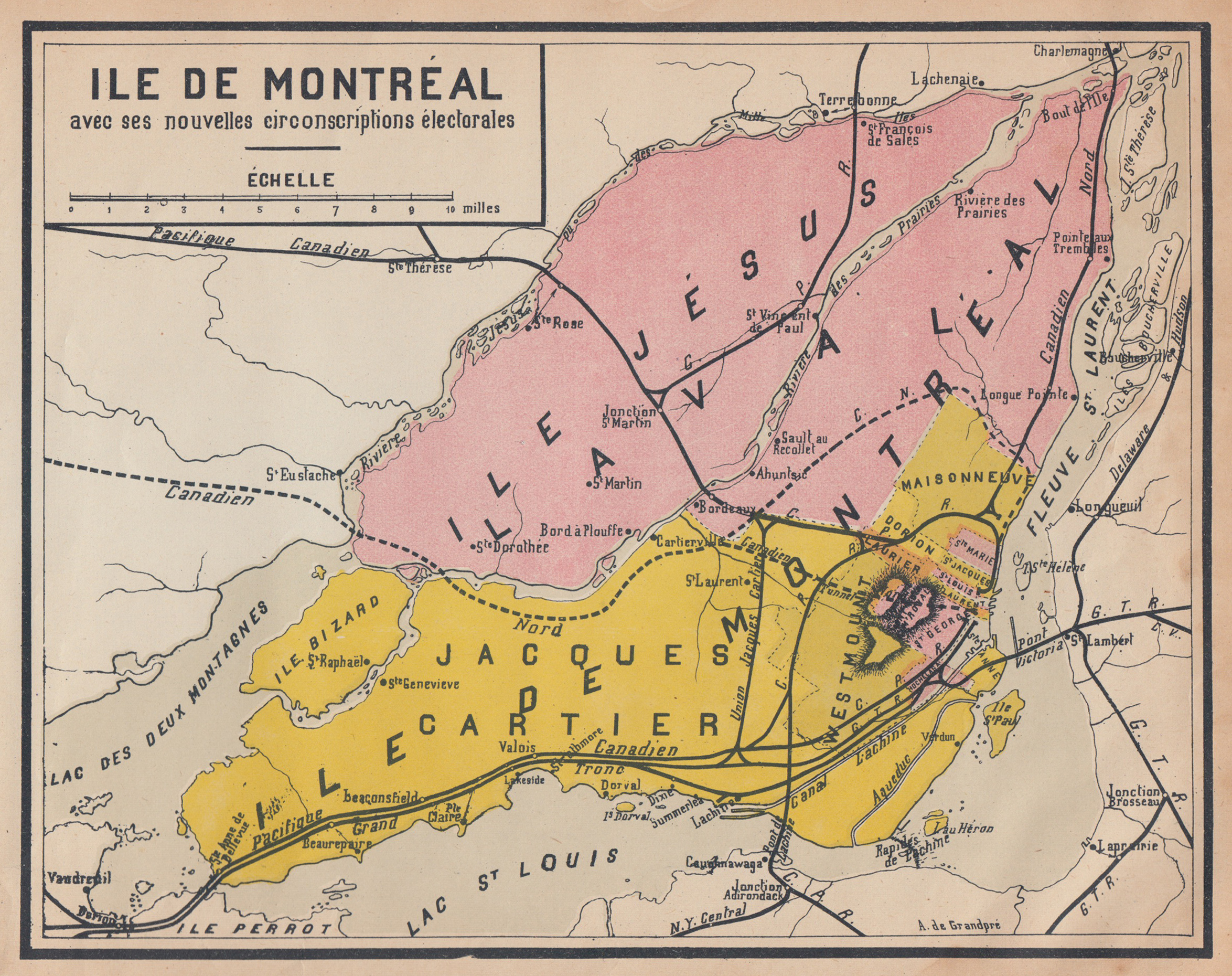
Carte des circonscriptions de l'île de Montréal en 1920. Montréal–Saint-Georges (identifié St-Georges sur la carte) est au centre-droit, en rose.

Suivi de Westmount

## Liste des députés

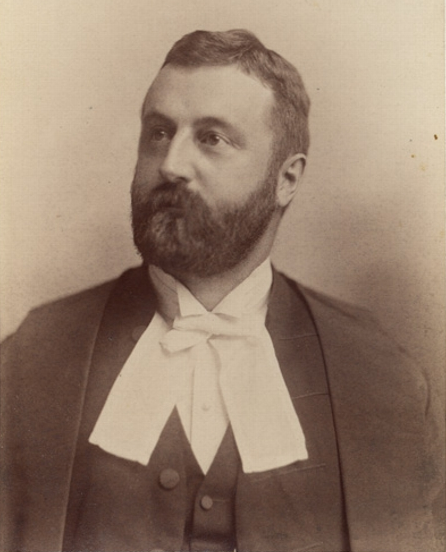
John Smythe Hall est député de 1890 à 1897 pour Montréal no 5

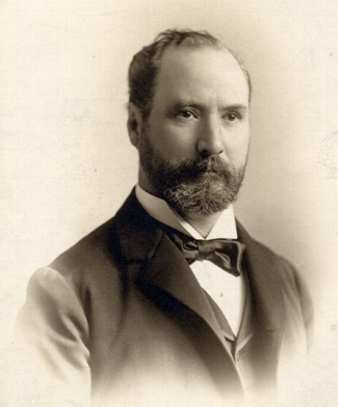
Robert Bickerdike est député de 1897 à 1900 de Montréal no 5

|  | 1890 - 1892 | John Smythe Hall            | Conservateur           |
|  | 1892 - 1897 | John Smythe Hall            | Conservateur           |
|  | 1897 - 1900 | Robert Bickerdike           | Libéral                |
|  | 1900 - 1904 | Matthew Hutchison           | Libéral                |
|  | 1904 - 1906 | Christopher Benfield Carter | Indépendant ou Libéral |
|  | 1907 - 1908 | Charles Ernest Gault        | Conservateur           |
|  | 1908 - 1912 | Charles Ernest Gault        | Conservateur           |

|  | 1912 - 1916 | Charles Ernest Gault | Conservateur    |
|  | 1916 - 1919 | Charles Ernest Gault | Conservateur    |
|  | 1919 - 1923 | Charles Ernest Gault | Conservateur    |
|  | 1923 - 1927 | Charles Ernest Gault | Conservateur    |
|  | 1927 - 1931 | Charles Ernest Gault | Conservateur    |
|  | 1931 - 1935 | Charles Ernest Gault | Conservateur    |
|  | 1935 - 1936 | Charles Ernest Gault | Conservateur    |
|  | 1936 - 1939 | Gilbert Layton       | Union nationale |